# Providentissimus Deus
Providentissimus Deus, „O studiu Písma svatého“, je encyklika papeže Lva XIII. vydaná dne 18. listopadu 1893, která nabádá k pečlivému studiu Písma svatého za účelem jeho obrany proti kritice ze strany racionalismu.
V encyklice je nejprve zmíněna historie zkoumání a studia Bible od doby církevních otců až po aktuální poměry. Dále pokračuje kritikou tzv. racionalismu a vyšší kritiky a navrhuje principy studia písma a popisuje, jak by se mělo písmo vyučovat v semináři.
Dále zmiňuje otázku zjevných rozporů mezi některými pasážemi Písma a přírodními vědami a mezi jednotlivými pasážemi Bible navzájem a vysvětluje, jak by takové otázky měly být řešeny.
Providentissimus Deus odpovídal na dvě otázky závaznosti Písma, který nabyly na aktuálnosti v 19. století:
1. Přírodním vědám, obzvláště evoluční teorii a geologii ve vztahu ke stáří Země (teorie prazemě daleko starší než 6000 let). Papež vycházel z premisy, že pravdivá věda nemůže být v rozporu s Písmem, pokud je schopná své poznatky a závěry zdůvodnit.
2. Historicko-kritické metoda zkoumání Písma, která otevřela otázku spolehlivosti (pravdivosti) Bible. Papež připustil možnost chyb apoštolů při sepisování tradicí nesené zvěsti, ale odmítl tehdy moderní teorii biblistů, že část Bible je bezchybná (neomylná) a část omylná.